# 巴基斯坦伊斯蘭教

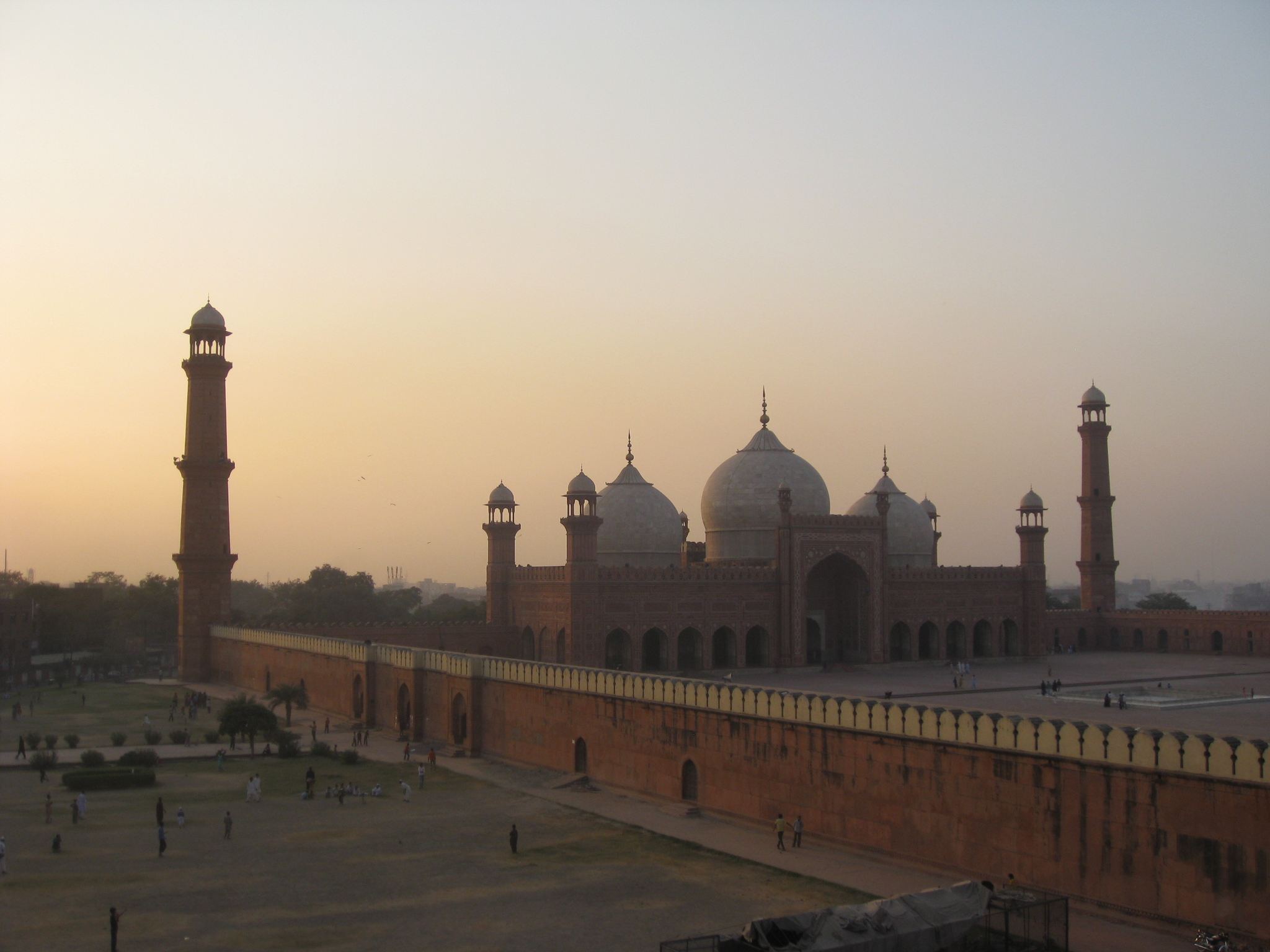
巴基斯坦清真寺旁的日落

伊斯蘭教，巴基斯坦的國教。穆斯林佔大約96％的人口（1998年人口普查）。巴基斯坦的穆斯林人數在世界上排名第二，僅次於印尼。91％的巴基斯坦人遜尼派，5％人口什葉派(數字介於17萬至30萬)。

## 伊斯蘭教和巴基斯坦成立運動
基於南亞兩個國家不同的宗教（伊斯蘭教和印度教）和不同歷史背景、文化和社會習俗的基礎上，穆斯林詩人和哲學家阿拉馬穆罕默德·伊克巴爾於1930年在阿拉哈巴德穆斯林聯盟首先提出成立一個穆斯林國家的想法，他建議旁遮普省、信德省、俾路支省和西北邊境省應成為巴基斯坦的一部分。

## 政治化的伊斯蘭教
巴基斯坦建國後，巴基斯坦伊斯蘭教和政治就一直密不可分。1977年，佐勒菲卡爾·阿里·布托政府禁止酒精和毒品，在齊亞·哈克時代實行伊斯蘭化政策。實行沙里亞法與政府部門一天五次祈祷及實施伊斯蘭金融系统。
另外當地的褻瀆法被認指濫用以迫害當地的少數宗教，例如基督徒。